# جوليا فورد
جوليا فورد (بالإنجليزية: Julia Ford)‏ هي متزحلقة أمريكية، ولدت في 30 مارس 1990 في كونكورد في الولايات المتحدة.

## وصلات خارجية
- جوليا فورد على موقع الاتحاد الدولي للتزلج (التزلج على المنحدرات الثلجية) (الإنجليزية)
- جوليا فورد على موقع أوليمبيديا (الإنجليزية)